# Valle de Trápaga-Trapagaran
Valle de Trápaga en espagnol ou Trapagaran en basque est une commune de Biscaye dans la communauté autonome du Pays basque en Espagne.
Le nom officiel de la ville est Valle de Trápaga-Trapagaran.

## Quartiers
Les quartiers de Trapagaran sont Matamoros-Burtzako, Elguero, Durañona, Galindo-Salcedillo, Larreineta, Parkotxa-Barrionuevo, Trapaga-Kauso, Ugarte, La Arboleda-Zugaztieta.

## Patrimoine

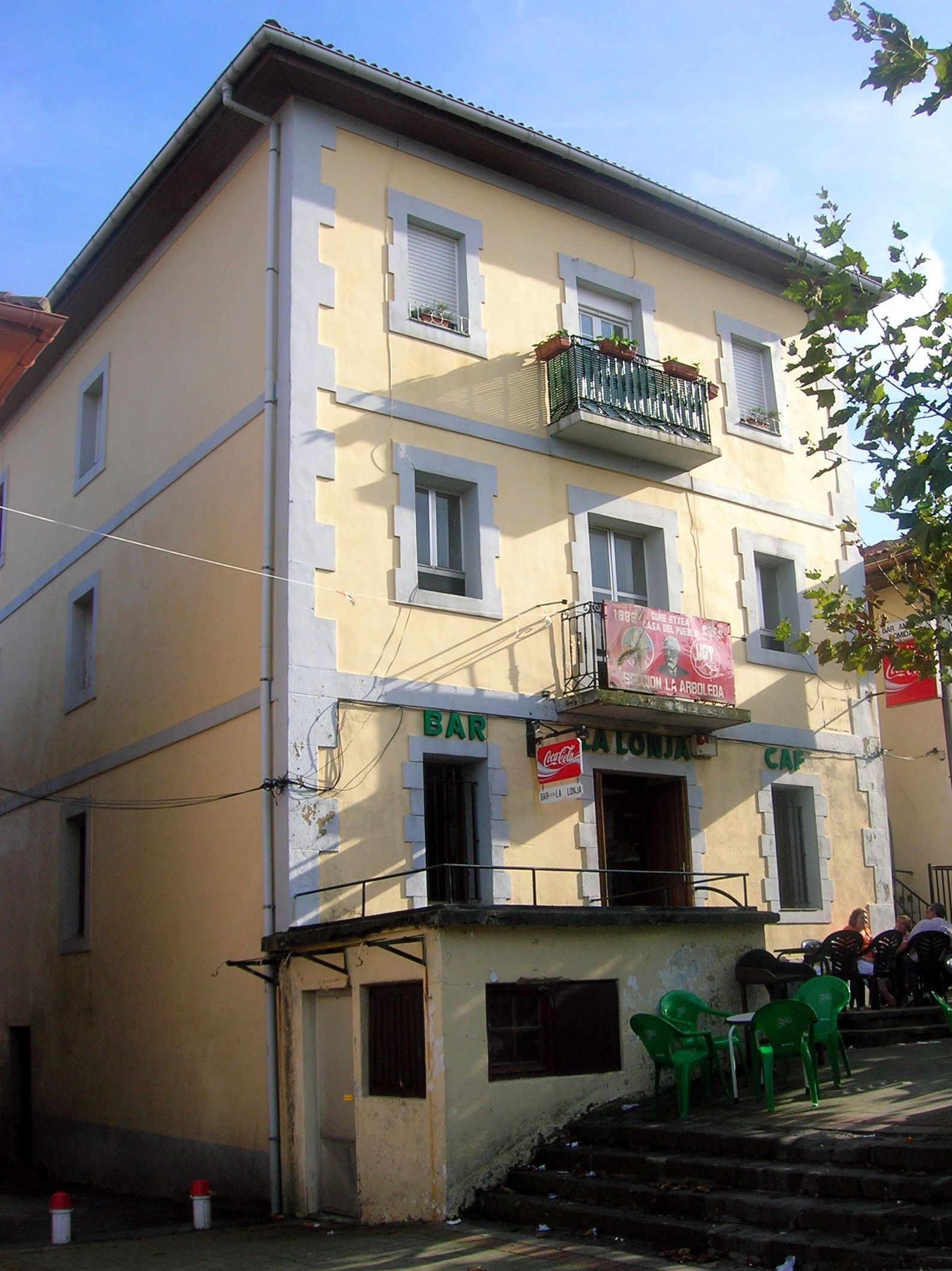
Maison du peuple l'Arboleda, fondée en 1888

### Sources
- (es) Cet article est partiellement ou en totalité issu de l’article de Wikipédia en espagnol intitulé « Valle de Trápaga » (voir la liste des auteurs).